# Amathynetes
Amathynetes är ett släkte av skalbaggar. Amathynetes ingår i familjen vivlar.
Kladogram enligt Catalogue of Life:
| Amathynetes | \| \| Amathynetes alticola \| \| \| \| \| \| Amathynetes simulans \| \| \| \| |
|             | \| \| Amathynetes alticola \| \| \| \| \| \| Amathynetes simulans \| \| \| \| |
|             | Amathynetes alticola                                                          |
|             |                                                                               |
|             | Amathynetes simulans                                                          |
|             |                                                                               |